# Battaglia dell'Ogaden
La battaglia dell'Ogaden fu una battaglia della guerra d'Etiopia svoltasi nell'omonima regione africana durante la primavera del 1936 tra truppe di conquista italiane provenienti dalla Somalia e difensori etiopi e si concluse con la vittoria dell'Italia.

## Contesto
Questa battaglia si inquadra nell'ambito della politica di espansione coloniale italiana; lo scontro chiave si svolse tra il 23 ed il 24 aprile a Gunu Gadu. La vittoria, conseguita da reparti di fanteria leggera dei Carabinieri Reali appoggiati da una coorte di Milizia Forestale di artiglieria e truppe coloniali indigene spianò, infatti, la strada verso il centro di Giggiga e la successiva resa della regione.
L'offensiva italiana contro l'Etiopia aveva avuto inizio l'anno prima. Per accelerare la conquista di tutto il paese fu quindi deciso di attaccare la provincia dell'Ogaden secondo tre direttrici condotte dai generali Nasi, Frusci ed Agostini che, partendo dalla Somalia già italiana, avrebbero dovuto prima incontrarsi a Dagabur per poi, superati i passi presso Giggiga, conquistare la città di Harar assumendo il controllo della regione.
Ruolo fondamentale nelle ostilità ebbe la Colonna celere "Agostini", il cui comando venne affidato al luogotenente generale della MVSN Augusto Agostini, era costituita da quattro bande autocarrate di fanteria leggera costituita ad hoc con Carabinieri Reali provenienti dall'Italia. Ciascuna banda era forte di 1 000 uomini ed era articolata in un plotone comando e due compagnie.

## L'arrivo dei Carabinieri in Somalia
I carabinieri con una parte dell'equipaggiamento si imbarcarono a Napoli sul piroscafo "Sannio" e, dopo uno scalo a Suez prima di attraversare l'omonimo canale, il 10 marzo raggiunsero il porto somalo di Obbia sull'Oceano Indiano. Per mancanza di adeguate infrastrutture portuali, la nave fu costretta ad ancorarsi ad un miglio dalla costa e da lì uomini e mezzi furono traghettati a riva. Dopo tre settimane giunse una seconda nave con il resto dell'equipaggiamento previsto.
I mille carabinieri si portarono, quindi, a Rocca Littorio (Galkayo), 250 km più all'interno, dove si riunirono con il resto dei reparti affidati ad Agostini: la Coorte Forestale Volontaria della Milizia autocarrata con 57 automezzi,, un "gruppo bande" di ausiliari coloniali di circa 3 000 dubat agli ordini del tenente colonnello degli alpini Camillo Bechis e due batterie di artiglieria campale, una da 65/17 e un'altra da 70/15.

## La battaglia di Gunu Gadu
L'avanzata  in Ogaden cominciò il 16 aprile senza incontrare resistenza. Gli etiopi infatti attendevano gli italiani a Gunu Gadu presso la città di Sassabaneh, una zona rocciosa e ricca di boschi secolari che avevano accuratamente fortificato in un anno di lavoro sfruttandone ad arte le asperità naturali grazie all'aiuto di consiglieri militari belgi e del turco Wehib Pascià, veterano della difesa di Gallipoli. 
Questa non era che la prima di una serie di fortificazioni simili già approntate lungo la strada per Harar.
Un primo bombardamento aereo di Gunu Gadu avvenne il 20 aprile 1936. La battaglia di terra avvenne tre giorni dopo, il 23 aprile, anticipata da un nuovo bombardamento aereo, che tuttavia non riuscì a danneggiare le fortificazioni etiopi. I difensori, protetti in anfratti naturali blindati con grandi tronchi e collegati da trincee protette, ripresero a sparare contro gli italiani dalle feritoie.
Gli italiani, avvicinatisi, procedettero quindi a stanare gli etiopi dando fuoco alle loro posizioni. Molti di essi morirono per il fuoco o asfissiati dal fumo. Altri furono colpiti dal fuoco, inclusa l'artiglieria. Gli italiani tennero sotto assedio le postazioni etiopi per tutta la notte, per impedire la ritirata, e all'alba del 24 rastrellarono gli ultimi difensori etiopi. In tutto si contarono circa 5 000 morti tra gli etiopi che, secondo quanto riportato da Del Boca, furono finiti con bombe a mano e baionette.
Nello svolgimento dei combattimenti numerosi furono gli episodi di eroismo. Tra tutti si distinsero:
- il carabiniere Vittoriano Cimmarrusti, Medaglia d'Oro al Valor Militare alla memoria.[4]
- il carabiniere Mario Ghisleni, Medaglia d'Oro al Valor Militare alla memoria.[4].
- il capitano Antonio Bonsignore che, già gravemente ferito al fianco, rifiutò ogni soccorso per guidare i suoi in un vittorioso assalto prima di morire.
- il capitano Passerini

Nelle prime ore del combattimento perirono anche un altro ufficiale, un vicebrigadiere e otto carabinieri. Un ufficiale, tre sottufficiali ed altri otto carabinieri furono gravemente feriti.
Al termine dell'azione erano morti 22 carabinieri. Furono a quel punto aggregati una sezione autoblindo e il Battaglione universitario "Curtatone e Montanara" della 6ª Divisione CC.NN.
Per la battaglia di Gunu Gadu e per il contributo all'occupazione coloniale dell'Etiopia, la Bandiera dell’Arma dei Carabinieri verrà decorata con la prima Croce di Cavaliere dell’Ordine Militare di Savoia.
A Gunu Gadu è intitolata la caserma dei carabinieri di Vercelli.

## L'occupazione dell'Ogaden
Il resto dell'avanzata fu più facile perché, appena si sparse la notizia della sconfitta, l'esercito etiope, reclutato con un sistema essenzialmente feudale, preferì rinunciare alla lotta abbandonando altre fortificazioni simili a quella di Gunu Gadu:
- 28 aprile cade la città di Sassabaneh
- 2 maggio è conquistata Dagabur
- 5 maggio i carabinieri entrano a Giggiga
- 8 maggio capitola Harar
- 9 maggio la bandiera italiana è issata anche a Dire Daua dove c'è il ricongiungimento con le altre due colonne.

Quando ormai la sorte dell'Ogaden era segnata, il 5 maggio il generale Pietro Badoglio, comandante supremo dell'Esercito Regio, entrò trionfalmente ad Addis Abeba. Dopo quattro giorni partì in esilio per Londra il negus etiope Hailé Selassié. Il re Vittorio Emanuele III poté così fregiarsi del titolo di Imperatore d'Etiopia.
La conquista dell'Etiopia fu completata alla fine del mese di maggio, quando fu occupata anche la regione occidentale del Goggiam.

## Le perdite italiane
Nel corso dell'intera guerra morirono 208 carabinieri ed altri 800 furono feriti. Quattro ottennero la Medaglia d'Oro al Valor Militare, 49 quella d'Argento, 108 di Bronzo e 435 la Croci di Guerra. La loro bandiera fu insignita dell'Ordine militare d'Italia.